# FK Naša krila Zemun
FK Naša krila (srp. ФK Haшa кpилa) bio je nogometni klub iz Zemuna. Postojao je od 1947. do 1950. godine.

## Povijest
Bio je klub Jugoslavenskog ratnog zrakoplovstva koje ga je formiralo poslije rata, a po sovjetskom uzoru. Natjecao se u ligaškom sustavu Jugoslavije. Kao treći u Drugoj saveznoj ligi 1947./48. plasirali su se u Prvu ligu. Prve prvoligaške sezone 1948./49. bili su peti. Sljedeće 1950. bili su šesti. Krajem sezone klub je političkom odlukom raspušten. 
Natjecao se u prvom izdanju Kupa Jugoslavije i došao do finala. Utakmicu u Beogradu 1947. na Stadionu JNA pred 50.000 gledatelja izgubili su od beogradskog Partizana 0:2. Sljedeće godine, sezone 1948., u kupu su došli do polufinalu gdje su izgubili od Crvene zvezde 3:4. Sezone 1949. još jednom došli su do finala, gdje su izgubili od Crvene zvezde 2:3.

## Istaknute momčadi
Finale Kupa Jugoslavije 1947. igrali su:
- Igrači: Popadić, Lazić, Filipović (kapetan), Grčić, Brnjevarac, Lokošek, Panić, Pečenčić, Zlatković, Damnjanović i Borović.
- Glavni trener: N. Radosavljević.

Finale Kupa Jugoslavije 1949. igrali su:
- Igrači: Popadić, Filipović, Jovanović, Kobe, Zvekanović, Adamović, Panić, Grčić, Popović, Zlatković i Borović.
- Glavni trener: N. Radosavljević.

## Poznati igrači
- Lenko Grčić
- Antun Lokošek
- Živko Popadić
- Dragiša Filipović
- Aleksandar Panić
- Vladimir Pečenčić
- Siniša Zlatković
- Ognjan Damnjanović
- Miroslav Jovanović
- Milan Kobe
- Ivan Zvekanović
- Jakov Stantić
- Vladimir Čonč[2]

## Vanjske poveznice
- Klupski profil  Arhivirana inačica izvorne stranice od 1. ožujka 2017. (Wayback Machine) na Foot.dk.
- Klupski profil na fkvojvodina.com